# Joseph Victor Meyer
Pour les articles homonymes, voir Meyer.
Joseph Victor Meyer est un pianiste, organiste, chef d'orchestre et de chœur, professeur d'orgue français né le 28 octobre en 1906 à Pfastatt et décédé à Mulhouse en 1960.

## Biographie
Études musicales à Mulhouse, à Belfort et à Bâle avec Adolphe Hamm, Bruno Maischofer, Felix Weingartner. De 1930 à 1932, il fut chef de chœur au Théâtre municipal de Mulhouse. De 1934 à 1939, fondateur et directeur de l’Association des concerts symphoniques de Mulhouse qui a été après la suspension du théâtre lyrique le seul ensemble de ce genre à Mulhouse. En 1936, fondateur et directeur du chœur d’oratorio (500 exécutants).
Il fut après 1945 la cheville ouvrière de la réorganisation de l’École nationale de musique à Mulhouse. Il organisa après la guerre les annexes de l’École nationale de musique à Saint-Louis, Thann, Guebwiller et Wittelsheim. 
Il dirigea en 1934 les premières auditions de Mathis le peintre de Paul Hindemith et présenta notamment la Sainte Cécile de Joseph Haas. Il donna de nombreux récitals de piano en Alsace et à l’étranger, et dirigea plusieurs concerts symphoniques populaires dans le Haut-Rhin.
En 1952, l'émission « Grands Interprètes » de la radio nationale diffuse La Petite Cantate maçonnique de Mozart, enregistrement réalisé sous sa direction et interprété par le chœur d’oratorio de Mulhouse, l’orchestre Pro Musica et les solistes Hugues Cuenod, Jean Giraudeau (ténors) et Gérard Souzay (baryton)(Cascavelle Vel 3080). Elle figure sur le coffret La Flûte enchantée de Mozart dirigée par Sir Thomas Beecham(EMI THS 65078-80). Directeur à partir de 1952 de l’harmonie des Mines Domaniales des Potasses d'Alsace qui remporta plusieurs concours internationaux dont celui de Kerkrade aux Pays Bas.
Palmes académiques, Officier d’académie, officier de l’Ordre du mérite artistique et musical.

## Compositions
Ego sum pastor bonus motet pour chœur d'hommes, O salutaris hostia motet pour chœur mixte,  Ave Maria motet pour chœur mixte, solo et orgue, Recueil de motets au saint sacrement pour chœur mixte, Tantum Ergo pour chœur à voix égales d'hommes, Messe en ré mineur pour chœur mixte et orgue obligé, Chanson d'automne pièce descriptive pour piano solo, un Manuel pour piano solo.

## Sources
- Archives Municipales Mulhouse
- Revue « Caecilia » , Léon Roth, professeur de J.V.M., janvier-février 1961
- René Muller, Anthologie des compositeurs de musique du Sundgau, Mulhouse, Annuaire de la société d’histoire sundgovienne, 1966, p. 110
- Encyclopédie de l’Alsace, vol. 8, Éditions Publitotal, Strasbourg, 1984, p. 5093
- Raymond Oberlé, Nouveau dictionnaire de biographie alsacienne, vol. 26, Fédération des Sociétés d’Histoire et d’Archéologies d’Alsace, p. 2642
- Archives familiales